# Ferrovia Rorschach-San Gallo
La ferrovia Rorschach-San Gallo è una linea ferroviaria a scartamento normale della Svizzera.

## Storia
Il 25 febbraio 1846 si costituì a San Gallo l'associazione St.Gallisch-Appenzellischen Eisenbahn-Vereins per lo studio di linee ferroviarie tra il lago di Costanza, San Gallo e Winterthur. Pochi mesi dopo fu redatto un primo progetto che evitava di penetrare nel canton Turgovia, il quale preferiva la progettanda ferrovia Winterthur-Romanshorn. Nel giugno 1852 fu ottenuta la concessioni dal canton San Gallo per la tratta Rorschach-San Gallo; sei mesi dopo, il 27 dicembre 1852, fu costituita la società St.Gallisch-Appenzellischen Eisenbahngesellschaft (SGAE) per la costruzione e l'esercizio della linea.
La prima pietra fu posata a San Gallo il 30 marzo 1853. La tratta fu aperta il 25 ottobre 1856. La linea comprendeva anche un prolungamento lungo 950 metri verso il porto di Rorschach, situato sul lago di Costanza, a cui dal 1869 si affiancò la tratta Romanshorn-Rorschach della linea proveniente da Sciaffusa.
Il 1º maggio 1857 la SGAE si fuse con la Glatthalbahn (GlTB) e la Schweizerische Südostbahn (SOB) formando le Ferrovie Svizzere Unite (VSB). La VSB venne nazionalizzata il 1º luglio 1902: le sue linee entrarono a far parte delle Ferrovie Federali Svizzere (FFS).
Con l'apertura nel 1910 della Bodensee-Toggenburg-Bahn si rese necessario raddoppiare la tratta da San Gallo a St. Fiden comune ad entrambe le linee. Non potendo raddoppiare la tratta esistente si rese necessaria la costruzione di un tunnel: l'inaugurazione della nuova tratta avvenne il 1º aprile 1912.
La linea fu elettrificata il 15 maggio 1927.
Nel 1979 fu presentato il progetto per il risanamento della tratta St. Fiden-Mörschwil e il parziale raddoppio della stessa; il 23 maggio 1982 entrò in servizio il doppio binario tra Mörschwil ed Engwil.
Nel 1993 iniziarono i lavori di raddoppio della tratta Goldach-Mörschwil, terminati l'anno successivo. Il 28 agosto 2011 è stato inaugurato il raddoppio della sezione St. Fiden-Engwil
Dal 2019 sono in corso lavori per il raddoppio della tratta Goldach-Rorschach Stadt

## Caratteristiche
La linea, a scartamento normale, è lunga 15,4 km. La linea è elettrificata a corrente alternata monofase con la tensione di 15.000 V alla frequenza di 16,7 Hz; la pendenza massima è del 22 per mille. È a doppio binario nella tratta Goldach-San Gallo.

### Percorso
| Continuation backward |

|  | Unknown route-map component "ABZg+l" | Unknown route-map component "CONTfq" |

| Station on track |

| 65,05 |
| 97,27 |

| Unknown route-map component "BS2+l" | Unknown route-map component "BS2+r" |

| Station on track | Straight track |

| Unknown route-map component "CONTgq" | Unknown route-map component "dSTRr+1h" | Unknown route-map component "BS2+lc" | Unknown route-map component "dBS2c4" |  |

| Stop on track |

| Station on track |

| Unknown route-map component "CONTgq" | Unknown route-map component "ABZgr" |  |

| Unknown route-map component "hKRZWae" |

|  | Unknown route-map component "ABZg+l" | Unknown route-map component "CONTfq" |

| Non-passenger station/depot on track |

| Station on track |

| Unknown route-map component "hSTRae" |

| Non-passenger station/depot on track |

| Unknown route-map component "CONTgq" | Unknown route-map component "ABZg+r" |  |

| Station on track |

| Enter and exit tunnel |

|  |  | Straight track | Unknown route-map component "STR+l" | Unknown route-map component "CONTfq" |

|  | Unknown route-map component "BHF-L" | Unknown route-map component "BHF-R" |

|  | Unknown route-map component "STR+l" | Unknown route-map component "ABZgr" | One way leftward | Unknown route-map component "CONTfq" |

| One way leftward | Unknown route-map component "KRZu" | Unknown route-map component "CONTfq" |

| Continuation forward |

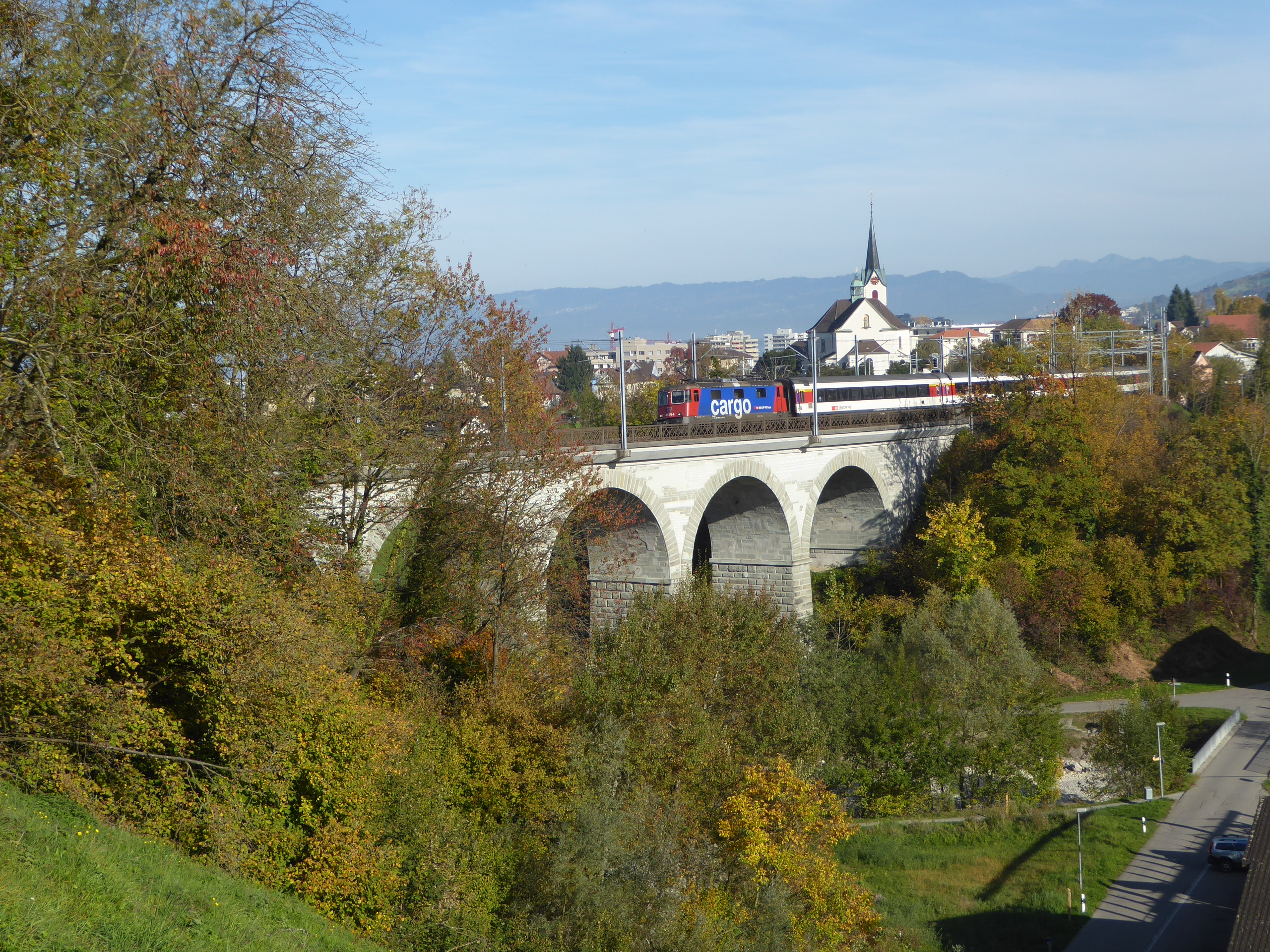
Un Eurocity Zurigo-Monaco di Baviera sul viadotto di Goldach

La linea parte dalla stazione di Rorschach, capolinea delle linee per Coira e per Sciaffusa, nonché della linea a cremagliera per Heiden. La linea attraversa quindi Rorschach dirigendosi verso Goldach, toccando quindi Mörschwil.
Dopo la stazione di San Gallo St. Fiden (da cui si diparte la linea della SOB per Romanshorn) la ferrovia attraversa il Rosenbergtunnel, che sostituisce il percorso attraverso la città seguito fino al 1912 prima di arrivare alla stazione di San Gallo.